# Martin Patel
Martin K. Patel, vollständig Martin Kumar Patel (* 28. Januar 1966) ist ein deutscher Chemieingenieur.

## Leben
Er studierte Chemieingenieurwesen an der Universität Karlsruhe, wo er 1992 seinen Abschluss als Dipl.-Ing. erwarb. Von 1993 bis 2000 war er wissenschaftlicher Mitarbeiter in der Abteilung „Energietechnik und Energiepolitik“ des Fraunhofer-Institut für System- und Innovationsforschung (ISI) in Karlsruhe tätig. Er promovierte 1999 an der Universität Utrecht. Er koordinierte von 2001 bis 2013 einen Forschungscluster zu fortschrittlichen Energie- und Materialsystemen am Copernicus-Institut für nachhaltige Entwicklung in Universität Utrecht. Er ist ordentlicher Professor an der Universität Genf, wo er seit 2013 den Lehrstuhl für Energieeffizienz innehat.